# 貸倒引当金繰入
貸倒引当金繰入（かしだおれひきあてきんくりいれ）とは、リスク回避の為に貸方に計上される貸倒引当金に対して、借方に計上する勘定科目。勘定科目の5要素では費用に属する。逆に貸倒引当金戻入は収益の勘定科目で処理する。
会計処理には、差額補充法と洗替法があったが、洗替法は税法上を除き廃止された。